# Watasenia scintillans
El calamar luciérnaga (Watasenia scintillans), también conocido como el calamar enope brillante, es una especie de calamar de la familia Enoploteuthidae. Es la única especie del género monotípico Watasenia.

## Bioluminiscencia
Bioluminiscencia y contrailuminación 

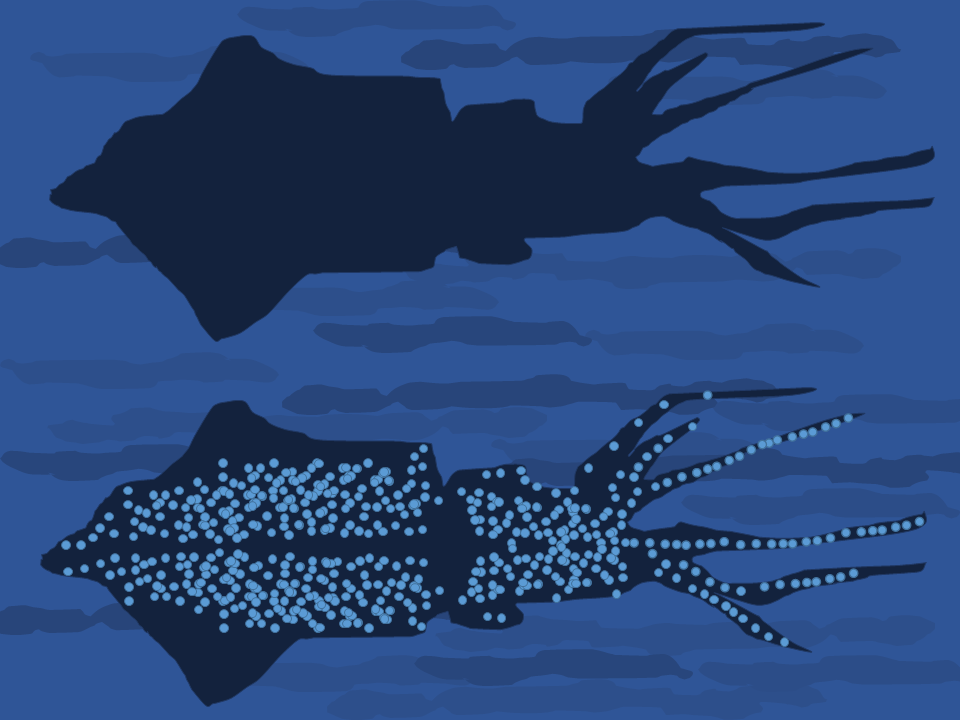
Principio del camuflaje de contraluz del calamar. Cuando se ve desde abajo por un depredador, la bioluminiscencia ayuda a hacer coincidir el brillo y el color del calamar con la superficie del mar en la parte superior.

El calamar luciérnaga se encuentra en el océano Pacífico occidental a profundidades de 183 a 366 metros (600–1200 pies) y es bioluminiscente. El manto, la cabeza, los brazos y los tentáculos están salpicados de pequeños órganos productores de luz llamados fotóforos. Cuando parpadea, la luz atrae a los peces pequeños, de los que los calamares pueden alimentarse. Este calamar tiene tres pigmentos visuales ubicados en diferentes partes de la retina que probablemente permiten la discriminación del color, cada uno con sensibilidades espectrales distintas. El calamar luciérnaga mide aproximadamente 3 pulgadas (7,6 cm) de largo en la madurez y muere después de un año de vida. Tiene los ocho brazos estándar y dos tentáculos, cada uno con tres órganos brillantes que emiten luz en las puntas.
El calamar pasa el día a profundidades de varios cientos de metros, volviendo a la superficie cuando cae la noche. Utiliza sus habilidades para detectar y producir luz para el camuflaje de contrailuminación: combina el brillo y el color de su parte inferior con la luz que proviene de la superficie, lo que dificulta que los depredadores la detecten desde abajo.